# حسن مصاروة
حسن مصاروة (7 سبتمبر 2002 - ) لاعب المنتخب الأردني للكاراتيه ، بدأ ممارسة رياضة الكاراتيه في مركز فنون الكراتيه في عام 2013 وحصل على الحزام الأسود عام 2015 وإنضم إلى صفوف المنتخب الأردني للناشئين للمرة الأولى عام 2017.

## إنجازاته
توج مصاروة بالميدالية البرونزية ضمن منافسات وزن تحت 68 كغم في بطولة العالم للكراتيه للناشئين والشباب وتحت 21 عاماً والتي جرت في العاصمة التشيلية سانتياغو عام 2019.
واستهل مصاروة مشواره في بطولة العالم بالفوز على الفرنسي أدريان ماركيس بنتيجة 8 - 2 في دور الـ 64 ومن ثم تخطى حاجز اللاعب الهنغاري كيرالي بال بنتيجة 2 - 0 في دور الـ 32.
ومن ثم فاز «مصاروة» في الدور ثمن النهائي على الأرجنتيني سالسينش مارتينيز بنتيجة 1 - 0 وفي الدور ربع النهائي فاز على البرتغالي تيكسيرا ديوغو بنتيجة 1 - 0 قبل أن يخسر أمام الروسي دانييل بنتيجة 2 - 0 في نصف النهائي لينتقل للعب على الميدالية البرونزية والتي حققها في أعقاب فوزه على الكوسوفي بيتم بنتيجة 1 - 0.
كما توج حسن مصاروة بالميدالية الذهبية في بطولة آسيا للشباب في ماليزيا عام 2019 كما أحرز الميدالية الذهبية في بطولة الدوري العالمي للشباب (جولة بلغاريا عام 2018) ونال كذلك الميدالية الفضية في ذات البطولة بجولة قبرص عام 2019.